# Apache Struts
Apache Struts 2是一个用于开发Java EE網路應用程式的開放原始碼網頁應用程式架構。它利用并延伸了Java Servlet API，鼓励开发者采用MVC架构。
缘起于Apache Struts的WebWork框架，旨在提供相对于Struts框架的增强和改进，同时保留与Struts框架类似的结构。2005年12月，WebWork宣布WebWork 2.2以Apache Struts 2的名义合并至Struts。2007年2月第一个全发布（full release）版本释出。

## 开发目标
Struts1设计的第一目标就是使MVC模式应用于web程序设计。在过去10年，Struts在更好的web应用方面所做的工作是值得肯定的。在某些方面，Struts社区注意到这一框架的局限性，所以这个活跃的社区通过对MVC运行模式的重新理解并同时引入一些新的建筑学方面的设计理念后，新的Struts2框架结构更清晰，使用更灵活方便。 
这一新的结构包含应用逻辑的横切面拦截器，基于注释的配置以减少和去除XML形式的配置文件，功能强大的表达式语言，支持可更改、可重用UI组件的基于微MVC的标签库。Struts2有两方面的技术优势，一是所有的Struts2应用程序都是基于client/server HTTP交换协议，The Java Servlet API揭示了Java Servlet只是Java API的一个很小子集，这样我们可以在业务逻辑部分使用功能强大的Java语言进行程序设计。
Struts 2提供了对MVC的一个清晰的实现，这一实现包含了很多参与对所以请求进行处理的关键组件，如：拦截器、OGNL表达式语言、堆栈。

## 漏洞处理手法
Struts2开发组常被指漏洞修复手法不妥，要么修复后仍有可利用，要么无法修复并长期闲置。
其中包括一个由标记为S2-003的漏洞报告引发了一连串的远程执行问题，官方多次修复仍没能完全解决，甚至是报告提交者多次提交其绕过方案警醒开发组注意。
2013年7月发布了2.3.15.1发布版，但在修复事项中公开了一段远程执行漏洞的示例代码，被黑客圈内利用，导致了中国大陆大量使用Struts2的网站被入侵。